# Herdenkingsmunten van € 2 (2005)
Hieronder staat een lijst van herdenkingsmunten van twee euro met slagjaar 2005.
| Afbeelding | Land         | Ter gelegenheid van | Oplage     | Datum uitgave   |
| --- | ------------ | --- | ---------- | --------------- |
| | Luxemburg    | 50ste verjaardag en 5e troonsjaar van Groothertog Hendrik en 100ste sterfjaar van Groothertog Adolf (tweede uit de 'Luxemburgse dynastie'-serie) | 2.769.000  | 8 februari 2005 |
| Omschrijving: In het midden van de munt staat de beeltenis van groothertog Hendrik, naar rechts kijkend, boven op de beeltenis van groothertog Adolf. Boven de beeltenissen staat de legende ‘GRANDS-DUCS DE LUXEMBOURG’. Onder hun respectieve beeltenissen staat ‘HENRI’, boven ‘* 1955’, en ‘ADOLPHE’, boven ‘† 1905”. Op de rand staan de twaalf sterren van de EU rondom het ontwerp tussen de letters van het woord ‘LËTZEBUERG’ en het jaar van uitgifte, 2005, waarbij het jaartal in het midden onder de beeltenissen staat en wordt geflankeerd door de letter ‘S’ aan de linkerzijde en het logo van Munt aan de rechterzijde. |              | |            |                 |
| |              | |            |                 |
| | Oostenrijk   | 50ste verjaardag van het Oostenrijkse Staatsverdrag                                                                                              | 7.000.000  | 11 mei 2005     |
| Omschrijving: In het midden van de munt staat een reproductie afgebeeld van de handtekeningen en zegels in het Oostenrijkse Staatsverdrag, dat in mei 1955 is ondertekend door de ministers van Buitenlandse Zaken en de Ambassadeurs van de Sovjet-Unie, het Verenigd Koninkrijk, de Verenigde Staten en Frankrijk, alsook door de Oostenrijkse minister van Buitenlandse Zaken, Leopold Figl. Boven de zegels staat het opschrift „50 JAHRE STAATSVERTRAG”, en eronder staat het jaar van uitgifte, 2005. De verticale strepen op de achtergrond stellen de Oostenrijkse nationale kleuren voor (rood-wit-rood). Langs de buitenrand van de munt staan de twaalf sterren van de EU. |              | |            |                 |
| |              | |            |                 |
| | België       | Belgisch-Luxemburgse Economische Unie (BLEU) | 6.023.000  | 20 mei 2005     |
| Omschrijving: In het midden van de munt, boven het jaartal “2005”, zijn de beeltenissen van groothertog Hendrik van Luxemburg en van koning Albert II van België in profiel (van links naar rechts) weergegeven. De initialen van de graveur, “LL”, staan rechts onderaan. Beide beeltenissen en het jaartal zijn omringd door de twaalf sterren van de EU en door het monogram van Groothertog Hendrik aan de linkerzijde en het monogram van koning Albert II aan de rechterzijde. De munttekens staan tussen twee sterren aan de onderkant van de munt. |              | |            |                 |
| Voor meer informatie, zie: Euro-herdenkingsmunt van België en Luxemburg |              | |            |                 |
| |              | |            |                 |
| | Spanje       | 400-jarig bestaan van de eerste editie van Miguel de Cervantes' El ingenioso hidalgo Don Quixote de la Mancha                                    | 8.000.000  | 30 juni 2005    |
| Omschrijving: In het midden van de munt staat de beeltenis van Don Quijote met een lans in de hand en met windmolens op de achtergrond. Aan de linkerzijde staat het ingestempelde woord „ESPAÑA” en daaronder het muntteken „M”. Aan de rand zijn de 12 sterren van de Europese Unie afgebeeld, waarvan er vier zijn ingestempeld. Onderaan staat het jaar van uitgifte. |              | |            |                 |
| |              | |            |                 |
| | San Marino   | Wereldjaar van de Natuurkunde | 130.000    | 14 oktober 2005 |
| Omschrijving: Het binnenste gedeelte bestaat uit een vrije interpretatie van het allegorische schilderij „La fisica antica” of “De studie van de planeten” met daarin de beeltenis van Galileo Galilei. Het jaartal wordt weergegeven onder een wereldbol op een werktafel. Links van de afbeelding staat het muntmerk „R”. De initialen van de graveur „LDS” bevinden zich aan de rechterzijde. De woorden „SAN MARINO” vormen een halve cirkel boven de afbeelding, terwijl langs de onderzijde van het binnenste gedeelte de woorden „ANNO MONDIALE DELLA FISICA” staan. In de buitenste rand staan afgebeeld de twaalf sterren van de Europese unie, die van elkaar worden gescheiden door de buitenste randen van een afbeelding van een gestileerd atoom, die op de achtergrond in de gehele munt is verwerkt. |              | |            |                 |
| |              | |            |                 |
| | Finland      | 60-jarig bestaan van de Verenigde Naties en het 50-jarig lidmaatschap van Finland van de VN                                                      | 2.000.000  | 24 oktober 2005 |
| Omschrijving: Op het binnenste gedeelte is een uit puzzelstukken bestaande vredesduif afgebeeld. Onder de duif, langs de rand van de onderste helft van de binnenste cirkel, staan aan de linkerzijde de woorden „FINLAND — UN” en aan de rechterzijde het jaar van uitgifte. Boven dit jaartal, dicht tegen een puzzelstuk aan, staat de letter „K”, de initiaal van de graveur. Het muntmerk „M” bevindt zich onder de afbeelding van de vredesduif. In de buitenste rand zijn de twaalf sterren van de Europese Unie afgebeeld. |              | |            |                 |
| |              | |            |                 |
| | Italië       | 1-jarig jubileum van de Europese Grondwet | 18.000.000 | 29 oktober 2005 |
| Omschrijving: In het midden van de munt staan Europa en de stier afgebeeld. Europa houdt een pen en de tekst van de Europese grondwet vast. Links boven is het muntteken „R” te zien. De initialen van de graveur Maria Carmela Colaneri, „MCC”, staan links onder aan de rand van het middengedeelte van de munt. Het jaar van uitgifte staat rechts bovenaan boven het hoofd van de stier. In het onderste deel van de afbeelding net naast het midden is het monogram van de Italiaanse Republiek, „RI”, te zien. In het deel van de buitenrand onder de centrale afbeelding staat in een boog het opschrift „COSTITUZIONE EUROPEA”, en in het resterende deel van de buitenrand zijn twaalf sterren afgebeeld.                                                                                                   |              | |            |                 |
| |              | |            |                 |
| | Vaticaanstad | 20ste Wereldjongerendagen in Keulen | 100.000    | 6 december 2005 |
| Omschrijving: In het midden van de munt staat de kathedraal van Keulen afgebeeld, met daarboven een komeet. Langs de bovenkant van het middengedeelte staat in een boog het opschrift ”XX GIORNATA MONDIALE DELLA GIOVENTÙ”, onderbroken door de staart van de komeet en twee van de torenspitsen, waarvan er een in de buitenrand van de munt reikt. In het bovenste deel van de buitenrand staan twaalf sterren afgebeeld in een boog, bovenaan onderbroken door het jaar van uitgifte (2005) en het muntteken „R”. Onder de centrale afbeelding van de kathedraal staat in de buitenrand in een halve cirkel het opschrift „CITTÀ DEL VATICANO”. |              | |            |                 |

## Kaart

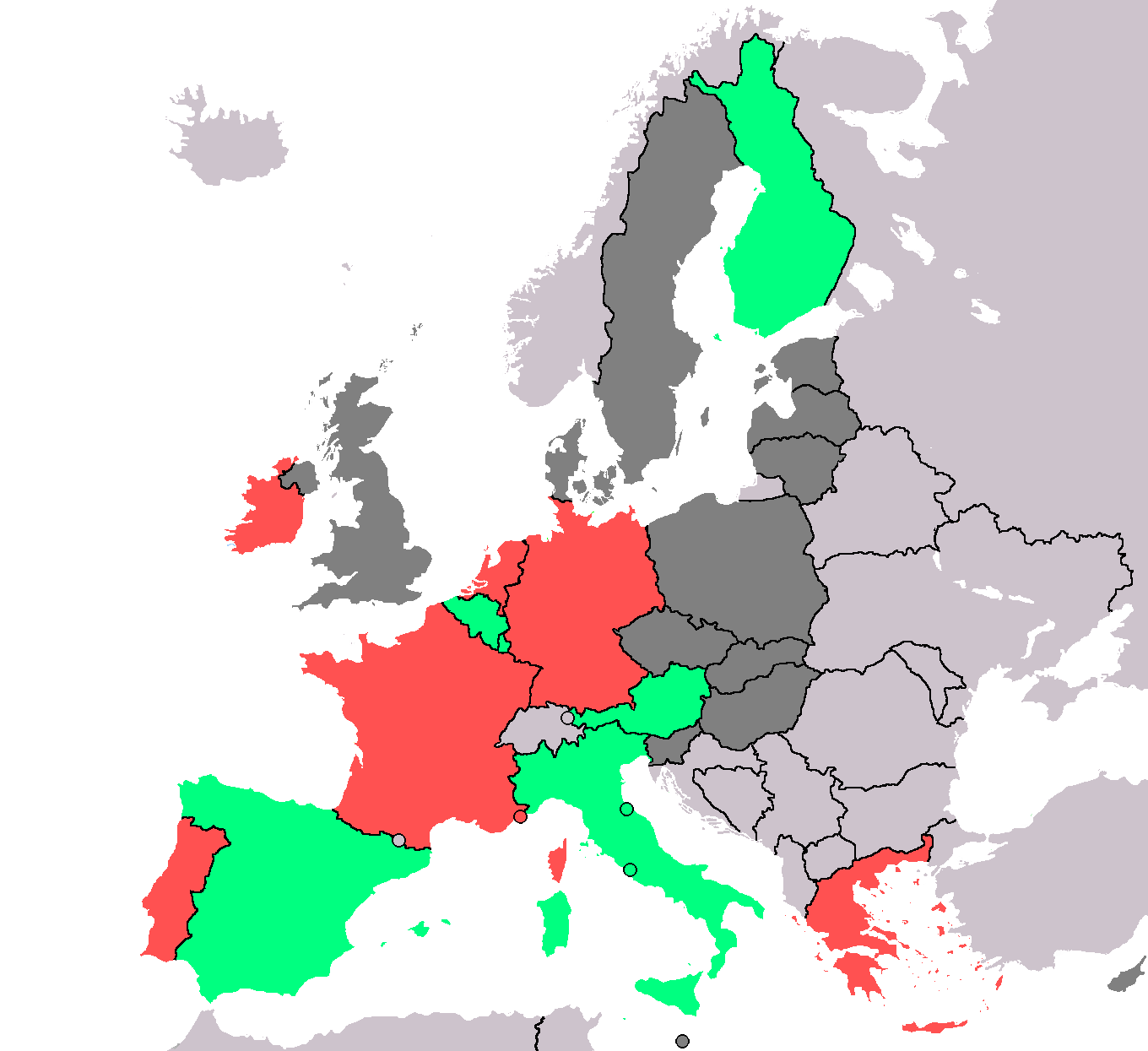
Euro-landen die in 2005 een munt hebben uitgegeven
Overige euro-landen die in 2005 geen munt hebben uitgegeven
Landen die geen lid waren van de EU in 2005
EU-landen die in 2005 nog geen euroland waren